# Карлес Ак Мор
Ка́рлес Ак Мор (кат. Carles Hac Mor, справжнє ім'я Ка́рлес Ерна́ндес і Мор кат. Carles Hernández i Mor; 26 листопада 1940, Льєйда — 27 січня 2016, Сан-Фаліу-да-Ґішулс) — каталонський письменник. У 1970-их роках був активним діячем мистецького
угруповання «Група Праці концептуального мистецтва». В той час видав серію статей на тему текстуалізму в газеті «Tele/Exprés» («Теле/Експрес») під псевдонімом Іґназі Убак. Згодом заснував декілька журналів, як-от «Tecstual» («Текстуаль») та «Ampit» («Підвіконня»). Співпрацював з газетами «El Pais» («Країна»), «Diari de Barcelona» («Барселонський Щоденник») та «Avui» («Сьогодні»). З останньою він співпрацював найдовше. Видав кілька книг прози та поезій разом із письменницею Естер Шарґай.